# Alex Bowen
Alex Bowen (Viña del Mar, 10 de gener de 1967) és un productor i director xilè de cinema i televisió. És el propietari de la productora Bowen Televisión.

## Biografia
Va estudiar cinema en instituts professionals, a la Pontifícia Universitat Catòlica de Xile, a la Universitat de Xile i en diversos tallers especialitzats. La seva experiència laboral va començar el 1990, quan va integrar en etapes successives diverses associacions de producció de films de publicitat per a la televisió fins a acabar amb la formació d'Alce, SA. productora de la seva propietat.
En 1999, va realitzar el seu primer llargmetratge, Campo minado, que va tenir un acolliment públic més aviat discret. La seva segona cinta, estrenada en 2005, Mi mejor enemigo, es basa en un guió preparat per Julio Rojas i Paula del Fierro. El film va rebre nombrosos premis i va obtenir una bona recepció en diversos festivals (Huelva, Cartagena de Indias, Brussel·les, Washington, entre otros), entre altres), havent estat triada com a Millor pel·lícula xilena al Festival de Cinema de Valdivia el 2005. Va ser seleccionada, a més, per competir als Premis Goya de 2005.
En 2010, va guanyar el premi del CNTV per a fer una sèrie sobre el terratrèmol de Xile de 2010 i a més produir un llargmetratge de la sèrie Libertadores de TVE i Wanda (Espanya) sobre la vida de Bernardo O'Higgins de petit. Des de 2012 fins a 2014, Álex Bowen produeix amb la seva casa productora, Bowen DDRio, les telesèries de les 15.00 de TVN, com Dama y obrero, Solamente Julia i El Regreso.
Álex Bowen és a més dirigent de l'Asociación de Productores de Cine y TV de Chile. El 6 de desembre de 2013, va ser confirmat com el nou director general de l'àrea dramàtica de Televisión Nacional de Chile després de la renúncia de María Eugenia Rencoret.

## Àrea dramàtica de TVN
Álex Bowen passa a supervisar els últims projectes que va deixar Rencoret abans d'emigrar: Vuelve temprano i El amor lo manejo yo. Va crear amb el guionista Julio Rojas, assessor de guions emigrat de Canal 13, el grup CREA, juntament amb l'ex productora executiva de telenovel·les de TVN i Canal 13, Verónica Saquel i els cineastes Rodrigo Sepúlveda i Lalo Prieto. La seva agrupació consistia a definir i assessorar els continguts dels pròxims projectes dramàtics que veurien la llum al canal estatal el 2015. El segon semestre del 2014 va promoure No abras la puerta, que no va tenir bons resultats.
Després de 10 anys treballant a TVC es va anunciar el seu acomiadament el 24 d'octubre de 2014 i fou substituït per Nicolás Acuña. S'especula que la sortida de Bowen del canal estatal és arran dels fracassos i baixes en audiència, obtinguts per les dues úniques produccions dramàtiques creades durant la seva supervisió de les telesèries No abras la puerta i Caleta del sol, estrenades durant el segon semestre de 2014 amb baixos nivells d'audiència.
Més tard, es confirma que el nou reemplaçament per a Bowen serien tres productors diferents: Verónica Saquel (encarregada de l'horari vespertí), Rodrigo Sepúlveda (encarregat de l'horari nocturn) i Alejandro Burr (encarregat de l'horari de migdia), sent aquest últim a més qui assumeix el càrrec de coordinador general de l'àrea dramàtica. Alex Bowen, per part seva, mesos després tornaria a la seva casa productora BowenDDRio i contínua produint telenovel·les per TVN al costat del seu soci Pablo Díaz del Río.

## Cinema
Director
- 1999 - Campo minado
- 2005 - Mi mejor enemigo
- 2008 - Muñeca

## Televisió
Director general
- 2008 - El blog de la Feña
- 2009 - Química, el juego del amor
- 2010 - Cartas de mujer
- 2010 - Adiós al séptimo de línea
- 2011 - Amar y morir en Chile

Productor executiu
- 2009 - Corazón rebelde
- 2010 - Cartas de mujer
- 2010 - Adiós al séptimo de línea
- 2011 - Amar y morir en Chile
- 2012 - Dama y obrero
- 2013 - Solamente Julia
- 2014 - El niño rojo
- 2014 - El Regreso
- 2015 - Esa No Soy Yo
- 2016 - Un Diablo con Ángel
- 2017 - Dime quién fue

Gestor i supervisor
- 2014 - Vuelve Temprano (supervisor)
- 2014 - El Amor lo Manejo Yo (supervisor)
- 2014 - Volver a Amar
- 2014 - No Abras La Puerta
- 2014 - Caleta del Sol
- 2014 - La Chúcara

## Premis i nominacions
Premis Altazor
| Any  | Producció                 | Categoria       | Resultat |
| ---- | ------------------------- | --------------- | -------- |
| 2006 | Mi mejor enemigo          | Millor direcció | Nominat  |
| 2011 | Adiós al séptimo de línea | Millor direcció | Nominat  |